# (52413) 1994 BF4
1994 بي أف 4 (ويعرف أيضًا باسم (52413) 1994 بي أف 4 وفق تسمية الكوكب الصغير) (بالإنجليزية: 1994 BF4)‏ هو كويكب ضمن حزام الكويكبات؛ وترتيبه 52413 من حيث الاكتشاف.
اكتُشف هذا الجُرم الفلكي بواسطة إيريك والتر إلست في 16 يناير 1994.

## وصلات خارجية
- (52413) 1994 BF4 في قاعدة بيانات مختبر الدفع النفاث لأجرام النظام الشمسي الصغيرة

- الاكتشاف · مخطط المدار ·  العناصر المدارية · المعلمات المادية

- (52413) 1994 BF4 على موقع ويكي سكاي: DSS2, SDSS, GALEX, IRAS, Hydrogen α, X-Ray, Astrophoto, Sky Map, Articles and images